# Poule de Zottegem
Pour les articles homonymes, voir Zottegem.
La Poule de Zottegem (Zottegems hoen) est une race de poule domestique Belge.

## Description

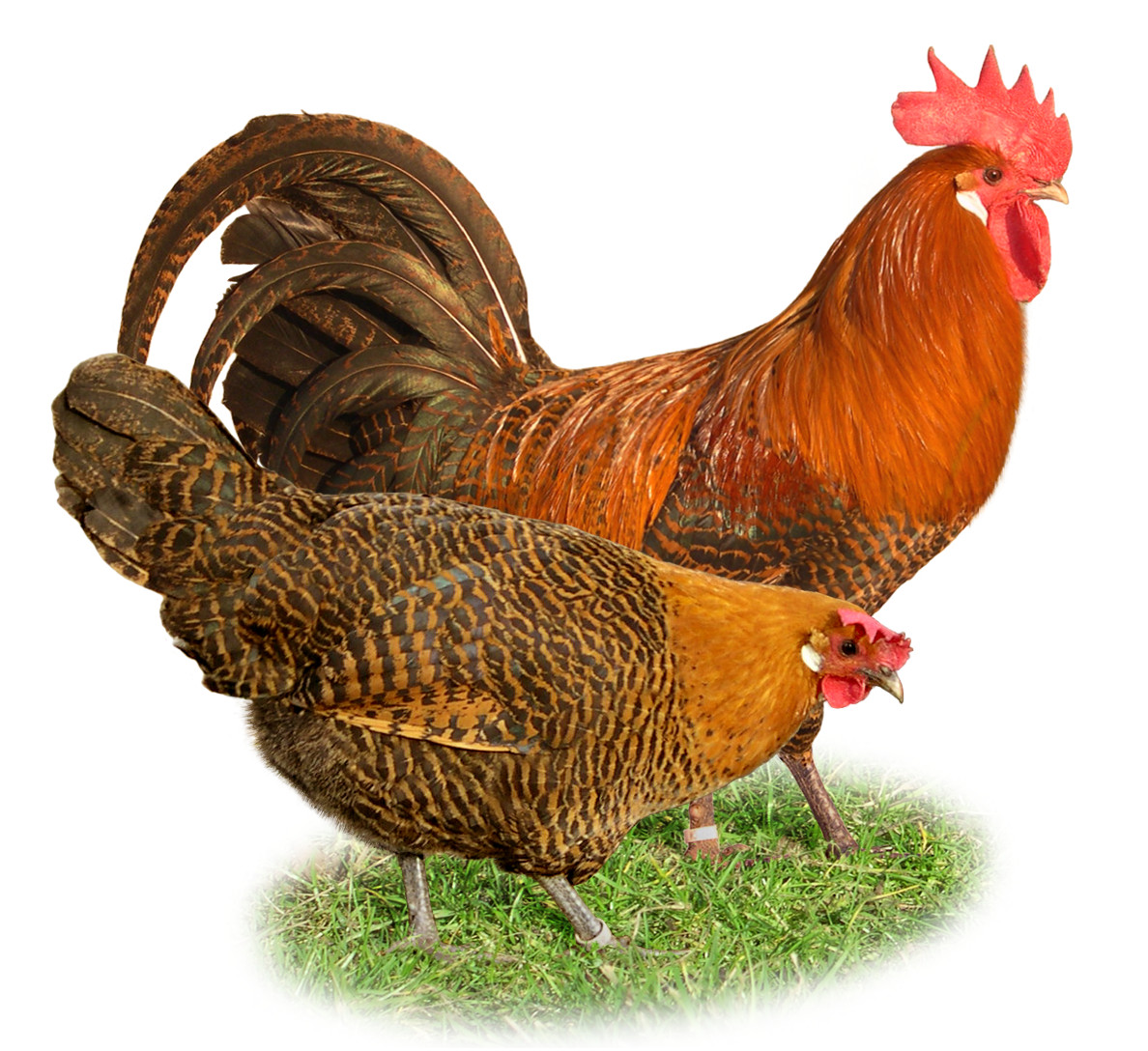
coq et poule braekel doré, proche cousine de la poule de Zottegem

C'est une poule de pays vive et active, adaptée au climat humide belge.
La poule de Zottegem est identique à la Braekel, mais le dessin du plumage diffère beaucoup. Le nom « tête noire » renvoie  au camail de la poule. Environ la moitié aux deux tiers supérieurs du camail sont noirs. La partie inférieure est blanche avec une petite tache triangulaire au bout de chaque plume. Le dessin barré du reste du plumage ressemble à celui du Braekel, mais les barres noires sont plus larges ce qui rend la couleur globale plus foncée. Le coq de Zottegem n’a pas le camail noir mais blanc.
C'est une bonne pondeuse d'œufs à coquille blanche de 60 à 65 grammes.

### Origine
Le grand spécialiste de volailles renommé Louis Vander Snickt décrivait la « Zottegem à tête noire » pour la première fois en 1899 dans « Chasse et Pêche ». Peu est connu sur l’origine de cette race sauf qu’elle vient de la région d’après laquelle elle est nommée. Quand la Braekel prospérait dans la région de Gand au début du vingtième siècle, les autres régions en Flandres voulaient avoir elles-mêmes une race avec ce dessin magnifique et ces excellentes qualités de ponte. Des nombreuses variétés locales se sont développés alors. En Campine on avait la Campinoise, dans la région d’Anvers la poule de Hoogstraten, dans la région de Grammont la poule de Grammont et dans la province néerlandaise de Brabant du Nord la poule de Chaam. La poule de Zottegem est la seule de toutes ces variétés qui a survécu jusque nos jours.

### Standard officiel
- Masse idéale : coq :  2 à 2,7 kg ; poule : 1,7 à 2,5 kg
- Crête : simple
- Oreillons : blancs
- Couleur des yeux : brun
- Couleur de la peau : blanche
- Couleur des tarses : gris foncé
- Variétés de plumage : argenté, doré, citronné
- Œufs à couver : min. 60 grammes, coquille blanche
- Diamètre des bagues : coq : 18 mm ; poule : 16 mm

## Sources
- Le Standard officiel des volailles (Poules, oies, dindons, canards et pintades), édité par la SCAF.
- Le Standard des races belges (Belgique).